# بكار (اسم)
بكار هو اسم علم مذكر من أصل عربي، ومعناه هو الذي يكثر المجيء في الصباح الباكر، المتقدم سريعًا، المعجل، والبكرة الغدوة.

## شخصيات تحمل الاسم
- بكار بن قتيبة (798 – 25 يونيو 884)
- بكار بن الحسن

## وصلات خارجية
- موسوعة السلطان قابوس لأسماء العرب